# Lijst van nummer 1-hits in Polen in 2017
Deze hits stonden in 2017 op nummer 1 in de Polish Airplay Chart, de bekendste hitlijst in Polen.
| Datum        | Artiest                                                 | Titel                    |
| ------------ | ------------------------------------------------------- | ------------------------ |
| 7 januari    | Gromee & Mahan Moin                                     | Spirit                   |
| 14 januari   | C-BooL & Giang Pham                                     | Magic symphony           |
| 21 januari   | Álvaro Soler & Monika Lewczuk                           | Libre                    |
| 28 januari   | Álvaro Soler & Monika Lewczuk                           | Libre                    |
| 4 februari   | Ed Sheeran                                              | Shape of you             |
| 11 februari  | Ed Sheeran                                              | Shape of you             |
| 18 februari  | Ed Sheeran                                              | Shape of you             |
| 25 februari  | Ed Sheeran                                              | Shape of you             |
| 4 maart      | Ed Sheeran                                              | Shape of you             |
| 11 maart     | Ed Sheeran                                              | Shape of you             |
| 18 maart     | Ed Sheeran                                              | Shape of you             |
| 25 maart     | Ed Sheeran                                              | Shape of you             |
| 1 april      | Ed Sheeran                                              | Shape of you             |
| 8 april      | Tiësto & Bright Sparks                                  | On my way                |
| 15 april     | Katy Perry & Skip Marley                                | Chained to the rhythm    |
| 22 april     | Katy Perry & Skip Marley                                | Chained to the rhythm    |
| 29 april     | Tiësto & Bright Sparks                                  | On my way                |
| 6 mei        | Grzegorz Hyży                                           | O pani!                  |
| 13 mei       | The Chainsmokers & Coldplay                             | Something just like this |
| 20 mei       | Grzegorz Hyży                                           | O pani!                  |
| 27 mei       | Grzegorz Hyży                                           | O pani!                  |
| 3 juni       | Luis Fonsi & Daddy Yankee                               | Despacito                |
| 10 juni      | Harry Styles                                            | Sign of the times        |
| 17 juni      | Clean Bandit & Zara Larsson                             | Symphony                 |
| 24 juni      | Harry Styles                                            | Sign of the times        |
| 1 juli       | Harry Styles                                            | Sign of the times        |
| 8 juli       | Shakira                                                 | Me enamoré               |
| 15 juli      | Robin Schulz & James Blunt                              | Ok                       |
| 22 juli      | Robin Schulz & James Blunt                              | Ok                       |
| 29 juli      | Robin Schulz & James Blunt                              | Ok                       |
| 5 augustus   | Filatov & Karas                                         | Time won't wait          |
| 12 augustus  | Filatov & Karas                                         | Time won't wait          |
| 19 augustus  | Filatov & Karas                                         | Time won't wait          |
| 26 augustus  | Filatov & Karas                                         | Time won't wait          |
| 2 september  | Filatov & Karas                                         | Time won't wait          |
| 9 september  | Ania Dąbrowska                                          | Nieprawda (Gromee remix) |
| 16 september | Calvin Harris, Pharrell Williams, Katy Perry & Big Sean | Feels                    |
| 23 september | Calvin Harris, Pharrell Williams, Katy Perry & Big Sean | Feels                    |
| 30 september | P!nk                                                    | What about us            |
| 7 oktober    | Axwell Λ Ingrosso                                       | More than you know       |
| 14 oktober   | Axwell Λ Ingrosso                                       | More than you know       |
| 21 oktober   | Axwell Λ Ingrosso                                       | More than you know       |
| 28 oktober   | Zayn & Sia                                              | Dusk till dawn           |
| 4 november   | Ania Dąbrowska                                          | Z tobą nie umiem wygrać  |
| 11 november  | Zayn & Sia                                              | Dusk till dawn           |
| 18 november  | Ania Dąbrowska                                          | Z tobą nie umiem wygrać  |
| 25 november  | Zayn & Sia                                              | Dusk till dawn           |
| 2 december   | Ed Sheeran                                              | Perfect                  |
| 9 december   | Camila Cabello & Young Thug                             | Havana                   |
| 16 december  | Camila Cabello & Young Thug                             | Havana                   |
| 23 december  | Camila Cabello & Young Thug                             | Havana                   |
| 30 december  | Ed Sheeran                                              | Perfect                  |